# Pinarolo Po
Pinarolo Po (lombardul: Pinarö) település Olaszországban, Lombardia régióban, Pavia megyében. Lakosainak száma 1690 fő (2023. január 1.). Pinarolo Po Bressana Bottarone, Robecco Pavese, Verrua Po, Casanova Lonati, Barbianello és Santa Giuletta községekkel határos.

## Népesség
A település lakossága az elmúlt években az alábbi módon változott:
| Lakosok száma | 1715 | 1675 | 1690 |
|               | 2017 | 2018 | 2023 |